# Neufvy-sur-Aronde
Neufvy-sur-Aronde település Franciaországban, Oise megyében. Lakosainak száma 278 fő (2022. január 1.). Neufvy-sur-Aronde Belloy, Gournay-sur-Aronde, Lataule, Méry-la-Bataille, Moyenneville és Wacquemoulin községekkel határos.

## Népesség
A település népességének változása:
| Lakosok száma | 277  | 280  | 285  | 279  | 279  | 280  | 279  | 279  | 278  |
|               | 2013 | 2015 | 2016 | 2017 | 2018 | 2019 | 2020 | 2021 | 2022 |